# Skarver
Skarver er en familie i ordenen Suliformes.

## Klassifikation
- Familie Skarver Phalacrocoracidae
  - Slægt Phalacrocorax (Brisson, 1760)
    - Vestkystskarv, Phalacrocorax penicillatus
    - Øreskarv, Phalacrocorax auritus
    - Skarv, Phalacrocorax carbo
    - Olivenskarv, Phalacrocorax brasilianus
    - Stillehavsskarv, Phalacrocorax pelagicus
    - Rødmasket skarv, Phalacrocorax urile
    - Peruskarv, Phalacrocorax bougainvillii
    - Lille skarv, Phalacrocorax sulcirostris
    - Indisk skarv, Phalacrocorax fuscicollis
    - Kapskarv, Phalacrocorax capensis
    - Socotraskarv, Phalacrocorax nigrogularis
    - Kystskarv,  Phalacrocorax neglectus
    - Japansk skarv,  Phalacrocorax capillatus
    - Topskarv, Phalacrocorax aristotelis
    - Magellanskarv, Phalacrocorax magellanicus
    - Rørskarv,  Phalacrocorax africanus
    - Javaskarv, Phalacrocorax niger
    - Dværgskarv, Phalacrocorax pygmaeus
    - Pittskarv,  Phalacrocorax featherstoni 
    - Broget skarv, Phalacrocorax varius
    - Vorteskarv, Phalacrocorax carunculatus 
    - Sortmasket skarv, Phalacrocorax fuscescens
    - Perleskarv, Phalacrocorax gaimardi
    - Plettet skarv, Phalacrocorax punctatus
    - Broget dværgskarv, Phalacrocorax melanoleucos 
    - Bronzeskarv, Phalacrocorax chalconotus
    - Chathamskarv, Phalacrocorax onslowi
    - Aucklandskarv, Phalacrocorax colensoi
    - Campbellskarv, Phalacrocorax campbelli
    - Bountyskarv, Phalacrocorax ranfurlyi

  - Genus Leucocarbo
    - Kerguelenskarv, Leucocarbo verrocosus (tidligere P. verrocosus.)

  - Genus Nannopterum
    - Galapagosskarv, Nannopterum harrisi (P. harrisi)